# Клеоменова война
Клеоменова война (229/228—222 год до н. э.) — война Спарты против Ахейского союза и Македонии за гегемонию на Пелопоннесе.

## Предыстория войны
В конце III века до н. э. Спарта, в которой к тому времени провалились реформы Агиса IV, значительно ослабела и находилась в глубоком упадке. Резко сократилось число полноправных граждан (до нескольких сотен), землёй владели не более ста граждан, а остальные представляли собой нищую толпу. Резко усилилась вражда двух царских домов, всем заправляла коллегия эфоров. Спарта ослабела и в военном плане. Вторжение этолийцев в 242 г. до н. э. в Лаконику не встретило серьёзного сопротивления, этолийцы разграбили Лаконику и угнали в рабство до 50 тыс. её жителей.
В 235 г. до н. э. после смерти своего отца Леонида II на царский трон Спарты взошёл Клеомен III. В отличие от Агиса IV, Клеомен был более рациональным политиком. Он постарался учесть ошибки Агиса IV и решил соединить идею возрождения могущества Спарты с усилением царской власти и созданием ей надёжной опоры.
Вместе с тем Ахейский союз, образованный в 80-х гг. III в до н. э., к 229 г. представлял собой уже серьёзную силу, претендующую на преобладание на Пелопоннесе. Объединив север и восток Пелопоннеса, а также города Аркадии, ахейцы устремили взор на Лаконику. Особенно на присоединении Спарты настаивал Лидиад, занимавший должность стратега Ахейского союза. Военно-политическое противостояние между двумя государствами было неизбежным.

## Начало войны
Клеомен понимал, что усилить свой авторитет он может только с помощью военных побед. В 229 г. до н. э. начались боевые действия. Клеомен захватил аркадские города Тегею, Мантинею, Кафии и Орхомен, до того бывших союзниками этолийцев. Этолийцы не предприняли никаких мер против Спарты. Тем самым они способствовали усилению Клеомена перед неизбежным столкновением с Ахейским союзом.
По поручению эфоров Клеомен также захватил пограничный городок Бельбину на границе Лаконики и мегалопольской области, а также укрепил возле него Афеней. В то же время ахейский стратег Арат попытался при помощи измены захватить занятые спартанцами Тегею и Орхомен. Однако заговорщики испугались, и затея Арата сорвалась. Здесь имела место переписка между Клеоменом и Аратом. Клеомен написал Арату, осведомляясь словно у приятеля, куда это он ходил ночью. Тот написал ему в ответ, что получил сведения, что Клеомен хотел укрепить Бельбину и имел намерение ему помешать. Клеомен следующим письмом заверил Арата, что нисколько не сомневается в его словах, но просит не счесть за труд объяснить, зачем ему тогда потребовались факелы и лестницы. Арат, которого рассмешила эта переписка, спросил спартанского изгнанника Дамокрита, кто таков этот Клеомен, и получил ответ: «Если ты замышляешь что-нибудь против Спарты, то тебе нужно торопиться, пока у этого петушка не отросли шпоры».
Клеомен, укрепив пограничный городок, отошёл в Лаконику, но Арат сразу же захватил Кафии. В ответ Клеомен взял Мефидрий к югу от Кафий и вторгся в аргосскую область. Этими действиями было показано, что мир более невозможен.
В следующем 228/227 году стратегом Ахейского союза был выбран Аристомах, бывший тиран Аргоса, а на союзном собрании ахейцев было решено объявить Спарте войну. В Лаконику двинулось ахейское войско из двадцати тысяч пехоты и тысячи конницы под командованием Арата и Аристомаха. Клеомен с пятитысячной армией встретил их у Паллантия на тегейской границе. Сражение, однако, не состоялось, так как Арат не отважился атаковать решительно настроенных спартанцев и приказал отступить несмотря на негодование ахейцев. Тем самым Клеомен без боя одержал победу над значительно превосходящими силами противника.
В следующем 227/226 году стратегом Ахейского союза был снова избран Арат, а не выдвигавшийся на ту же должность Лидиад. Арат немедленно вторгся в союзную этолийцам Элиду. Так как этолийцы не оказали помощи Элиде, то элидяне обратились к Клеомену. В столкновении у горы Ликея в мегалопольской области между спартанцами и возвращающимися с добычей ахейцами произошло сражение, в котором ахейцы потерпели решительное поражение. Прошёл даже слух, что в битве погиб сам Арат, но он быстро доказал обратное, с остатками войск внезапно захватив Мантинею и снова присоединив её к Ахейскому союзу. Метеки, проживавшие в Мантинее, были признаны гражданами города, составив тем самым проахейскую партию.

## Победы и реформы Клеомена
После победы Клеомен был отозван обратно в Лаконику — эфоры начали опасаться победоносного царя. Клеомен открыто симпатизировал старым ликурговским порядкам, заручился поддержкой молодёжи и обладал авторитетом у спартанцев и наёмников. К тому же ещё не был забыт Агис IV, и периэки и малоимущие спартанцы возлагали на Клеомена надежды на перемены. Этого было достаточно, чтобы правящая олигархия начала опасаться молодого царя. Напрямую избавиться от Клеомена правящая верхушка не решалась, так как в этом случае не смогла бы противостоять натиску ахейцев. Политика эфоров заключалась в том, чтобы пользоваться Клеоменом и одновременно сдерживать его.
Тогда же умер второй царь Спарты из рода Эврипонтидов Эвдамид III. Клеомен пригласил на царство брата Агиса IV Архидама, до того проживавшего изгнанником в Мессении. Спартанская олигархия, погубившая Агиса IV, а Архидама заставившая спасаться бегством, опасалась его мести, и сразу по прибытии в Спарту Архидам был убит. Молва приписывала убийство последнего из рода Эврипонтидов Клеомену, хотя оно было для него невыгодным. Возможно, это убийство было уступкой Клеомена эфорам, чтобы ещё пользоваться их поддержкой. В то же время Клеомен, подкупив эфоров, добился от них разрешения продолжать войну.
Спартанский царь снова вторгся в мегалопольскую область, захватив деревню Левктру к югу от Мегалополя. Арат с войском немедленно выступил ему навстречу. В сражении при Ладокиях под Мегалополем ахейские легковооружённые отряды опрокинули спартанцев и преследовали их до самого лагеря, ахейская фаланга уже двинулась на основные спартанские силы, но неожиданно была остановлена Аратом, который занял крепкую позицию перед каким-то рвом и счёл это достаточным. Возмущённый нерешительностью Арата, Лидиад вопреки приказу собрал вокруг себя конницу и ударил на правое крыло спартанцев, оттеснил их далеко назад, но слишком увлёкся преследованием, был окружён легковооружёнными воинами и пал в сражении при полном бездействии Арата. Спартанцы, обратив в бегство ахейскую конницу, смяли и поддавшуюся общей панике ахейскую пехоту, нанеся противнику тяжёлое поражение и большие потери. Клеомен почтил Лидиада как достойного противника, храбро сражавшегося и павшего под стенами родного города. Покрыв тело Лидиада багряницей и венком, Клеомен отправил его в торжественной погребальной процессии к воротам Мегалополя.
Поражение и гибель Лидиада вызвали в Союзе бурю возмущения против Арата. Его приказы перестали выполняться, а союзное собрание в Эгионе даже отказало ему в средствах на продолжение войны. От Арата даже требовали сложить полномочия стратега, на что он, однако, не пошёл.
Клеомен же после одержанных побед счёл момент благоприятным для переворота в Спарте. Он отправился в военный поход, взяв с собой в основном тех из граждан, которых считал своими противниками. Клеомен захватил Герею и Азею, обеспечил припасами подвергавшийся атакам Орхомен и осадил Мантинею. Успехам Клеомена не помешало даже поражение под Орхоменом, где Арат победил спартанский отряд, потерявший триста человек убитыми и командира — отчима Клеомена Мегистоноя — пленным. Оставив донельзя утомлённое боевыми действиями и просившее передышки войско в Аркадии, царь с наёмными отрядами неожиданно вернулся в Спарту, упредив встречные действия олигархов. Здесь он послал убийц, перебивших всех эфоров, кроме Эгиалея, который спасся в храме. На следующий день Клеомен изгнал восемьдесят граждан, самых ярых приверженцев олигархии, низверг сиденья эфоров, кроме одного, которое занял сам, и на народном собрании объявил о проведении реформ. Он провёл кассацию долгов, создал 4 тысячи новых земельных наделов, в состав спартиатов включил ряд периэков и иностранцев, упразднил институт эфоров, а своего брата Эвклида провозгласил вторым царём. Им был восстановлен весь старинный спартанский образ жизни по ликурговым законам.

## Успехи Клеомена
В следующем году Арат отказался от участия в выборах в стратеги под неубедительным предлогом раздражения и гнева на ахейский народ, и стратегом стал Тимоксен. Плутарх пишет об этом:
Вот за что и порицают Арата, который в жестокую бурю, обрушившуюся на государство, бросил кормило и передал другому, меж тем как долгом его было сохранить за собою руководство даже вопреки воле подчинённых и спасать общее дело.
Клеомен опять вторгся в область Мегалополя, разграбив её и вернувшись с богатой добычей. От Ахейского союза отпала Мантинея, призвавшая к себе Клеомена. Победы царя вызвали брожения в союзе, который не выполнял возложенных на него обязательств по защите входящих в него городов. Особенное возмущение вызывали действия Арата, который не мог защитить ахейцев, но продолжал держать власть в своих руках. Быстрое усиление и победы Спарты поставили ахейцев перед дилеммой — подчиниться спартанцам и признать их гегемонию, либо прибегнуть к помощи извне. Союз ахейцев с этолийцами против спартанцев ещё более осложнил бы обстановку, так как враждебная этолийцам Македония немедленно заключила бы союз с Клеоменом и развернула войну с этолийцами в Фессалии. Египет, традиционно поддерживавший ахейцев, теперь выступил на стороне Спарты. В этих условиях Арат решился на переговоры с Македонией.
Мегалопольские послы (Мегалополь ещё со времён Филиппа II традиционно поддерживал дружеские отношения с Македонией), выступившие в роли посредников, указали македонскому царю Антигону III Досону, что Ахейский союз не выстоит против спартанцев и этолийцев, и тогда Македонии придётся выбирать — или в союзе с ахейцами и беотийцами победить Клеомена, или воевать в Фессалии против этолийцев, Клеомена, а также вынужденных подчиниться им ахейцев и беотийцев. Антигон дал ответ, что готов помочь Мегалополю, если на то будет одобрение всего Ахейского союза.
Клеомен продолжал атаковать ахейцев. Он вторгся в Ахайю, заняв невыгодную позицию между ахейским городом Димой и ахейским войском. Бросая ахейцам вызов за вызовом, он заставил их принять сражение при Гекатомбее (226 г. до н. э.), и в этот раз нанёс тяжёлое поражение уже всему ахейскому войску под командованием стратега Гипербата, обратив в бегство строй вражеской пехоты, многих убив или взяв в плен. Он также захватил городок Ласион и передал его элидянам.
В такой ситуации Арат отправил к Антигону своего сына Арата Младшего для дальнейших переговоров о помощи. Антигон потребовал себе Коринф, потерянный Македонией в 244 г. до н. э., на что Арат пока пойти не мог.
Послы были отправлены и к Клеомену, который потребовал гегемонию и изъявил готовность в ответ вернуть ахейцам все отнятые у них города и всех военнопленных. Эти мирные предложения вызвали восторг у ахейцев, и Клеомена пригласили в Лерну для переговоров, несмотря на яростное противодействие Арата, не желавшего отдавать власть после почти тридцати лет своего верховенства в Союзе. К несчастью, Клеомен серьёзно заболел и не смог вовремя явиться, отправив ахейцам в качестве жеста доброй воли самых видных и знатных пленных. Местом новых переговоров был назначен Аргос. Плутарх об этом писал:
Эта случайность погубила Грецию, которая именно в те дни могла ещё как-то оправиться от своих бед и спастись от высокомерия и алчности македонян.
Арат воспользовался заминкой и укрепил своё влияние в Союзе. Он отправил Клеомену, уже прибывшему в Лерну, заявление, что тот в Аргос должен явиться один, либо с войском, но не далее городской черты; при необходимости ахейцы предоставят триста заложников. Клеомен был возмущён этим оскорбительным заявлением. Ничего не дала и переписка, в которой Арат и Клеомен яростно осыпали друг друга оскорблениями, затронув даже честь родственников. Клеомен известил ахейцев о недостойном поведении Арата и объявил им войну.
Все эти события вызвали в Союзе взрыв возмущения в народе, который рассчитывал на проведение реформ, аналогичных спартанским. Арата обвиняли в том, что он проявил вопиющее неуважение к заключённым договорам, проигнорировал общественное мнение, вёл двусмысленные переговоры с Антигоном и сорвал мирный договор, ограждавший Пелопоннес от македонян. Особенное возмущение вызвало то, что общины лишились надежд на отмену долгов и раздел имущества, а также на ослабление влияния богачей. Теперь города отпадали от Союза, лишь стоило спартанцам явиться к их воротам.
Клеомен подступил к Сикиону, и сторонникам Арата с трудом удалось удержать город от сдачи. Спартанцы подошли к ахейскому городу Пеллене, и горожане немедленно сдались им, изгнав ахейского стратега и гарнизон. Точно так же на сторону Клеомена перешли Феней, Пентелий и Кафии. Из Аргоса в Коринф и Сикион были высланы наёмные подразделения, чтобы предупредить их отпадение. Проведение традиционных Немейских игр оказалось под угрозой спартанского вторжения, и ахейцы были вынуждены провести их в Аргосе. Клеомен двинулся на Аргос, заняв скалистые высоты Аспиды над городом прямо над театром. Этого оказалось достаточно, чтобы Аргос сдался и принял спартанский гарнизон. На сторону Клеомена перешёл даже Аристомах, когда-то являвшийся тираном Аргоса, а затем стратегом Ахейского союза. Сразу же охотно открыли ворота спартанцам Флиунт и Клеоны.
Арат присвоил себе диктаторские полномочия, отправился в Сикион и начал казнить тех, кого подозревал в связях со спартанцами. Прибыв в Коринф, он обнаружил, что не имеет здесь никакого влияния, а попытка начать казни вконец озлобила коринфян. С трудом избежав гибели, Арат бежал обратно в Сикион, а коринфяне разрушили его имение и немедленно послали гонцов к Клеомену. Клеомен отправил в Коринф послом Мегистоноя и предложил Арату сдать Акрокоринф, предлагая ежегодное содержание в 12 талантов — вдвое больше того, что Арат получал от Египта, но тот отказался, ответив, что не он властвует над обстоятельствами, но они властвуют над ними. Клеомен двинулся на Коринф, по пути без труда взяв Трезен, Эпидавр и Гермиону. Он вошёл в Коринф и осадил его крепость, ахейский гарнизон которого отказался капитулировать. Ахейский союз оказался на грани уничтожения — из крупных городов его поддерживали теперь только Сикион, Мегалополь, Стимфал. Кроме того, с появлением Клеомена на Коринфском перешейке из состава Союза вышла Мегара и присоединилась к Беотийскому союзу.
Арат лихорадочно искал союзников, но этолийцы ему отказали, а Афины приняли сторону Клеомена. Спартанцы осадили Сикион, опустошив его окрестности, но Арат выжидал ещё несколько месяцев. Только потом он обратился к Антигону, пообещав ему Акрокоринф и отправив ему заложников вместе со своим сыном, Аратом Младшим.
Плутарх, назвав поступок Арата постыдным и в высшей степени недостойным, писал:
…в страхе перед ячменной лепёшкой, потёртым плащом, а самое главное, перед уничтожением богатства и облегчением мук бедности… подчинил ахейцев и самого себя диадеме, багрянице и приказам македонских сатрапов.

## Вмешательство Македонии

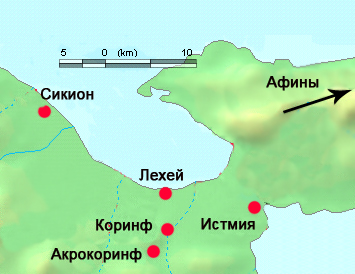
Истмийский перешеек

Антигон с войском уже стоял в готовности в Фессалии, когда в 224 г. до н. э. к нему прибыло ахейское посольство. Получив все необходимые гарантии, царь двинулся в Пелопоннес через Эвбею, так как Офрид и Фермопилы были заперты этолийцами, отказавшими ему в свободном проходе несмотря на то, что не были с ним в состоянии войны. При Антигоне было 20 тыс. человек пехоты и 1400 всадников. Объединённое войско высадилось в Мегариде, а встреча Арата и Антигона состоялась в Пегах.
Спартанцы сняли осаду Сикиона и заняли позиции у Коринфа, усилив их полевыми укреплениями на склонах Ония, которые македонянам прорвать не удалось. Ночная операция по проникновению через порт в Лехее также не увенчалась успехом, и Антигон, испытывавший трудности в снабжении воинов провизией, готовился морем переправить свои войска от мыса Герея в Сикион, когда перед ним открылись новые возможности.
Клеомен допустил большую ошибку тем, что в Аргосе отказался от уничтожения долговых обязательств и раздела имущества. Аргосцы были обмануты в своих ожиданиях, поняв, что Клеомен добивается только гегемонии, и поэтому легко поддались на ахейскую агитацию. Против спартанцев вспыхнуло восстание под руководством Аристотеля, начались уличные бои. Арат с полутора тысячами воинов, полученными от Антигона, переправился в Эпидавр и направился в Аргос. Ахейцы во главе с Аристотелем атаковали спартанский гарнизон при поддержке Тимоксена с войском из Сикиона. В Аргос поспешил с двухтысячным отрядом Мегистоной, но он погиб в бою в городе.
Опасаясь окружения и вторжения врагов в незащищённую Лаконику, Клеомен был вынужден оставить Коринф и ударить на Аргос, открыв тем самым Антигону дорогу на Пелопоннес. Македоняне немедленно заняли Акрокоринф и тоже двинулись на Аргос. Спартанская конница уже вошла в город, а лёгкая пехота занимала верхние кварталы, когда с соседних высот на равнину начала спускаться македонская пехота, а македонская конница уже мчалась по дороге к Аргосу.
Потеряв надежду удержать за собой Аргос, Клеомен отступил через Мантинею. В Аргосе Арат снова был выбран стратегом, а Аристомаха пытали и казнили. Имущество аргосских изменников было подарено Антигону. Македоняне через Аркадию направились к Мегалополю, уничтожив вокруг него спартанские укрепления.
Ахейский союз фактически покорился Антигону — ему была передана гегемония, македонянам предоставили зимние квартиры в Сикионе и Аргосе и жалование. Окрестные города также начали один за другим сдаваться македонянам, сведя на нет все достижения Клеомена.
Египетский царь Птолемей предложил Клеомену помощь, но потребовал в заложники его мать и детей, которые отправились в Александрию. Однако начала действовать македонская дипломатия, и Птолемей не торопился вмешиваться в войну. Тем не менее, заложники стали гарантией того, что Клеомен был вынужден в одиночку продолжать войну с Ахейским союзом и Македонией.
Между тем Антигон осадил Тегею (223 г. до н. э.). Напуганные осадными работами македонян и подкопами, тегейцы сдали город сами. Штурмом захватив затем Орхомен, Антигон вскоре взял Мантинею. Мантинея подверглась жестокому разгрому в наказание за двукратное отпадение от Ахейского союза — знатнейшие граждане были казнены, остальных горожан продали в рабство либо сослали в Македонию, город был разграблен, причём две трети выручки досталось македонянам. Сам город переименовали в Антигонию, а его область подарили Аргосу.
Клеомен нанёс ответный удар на Мегалополь, жители которого тревожили Лаконику набегами. Его сторонники обещали ему впустить его в город. Выступив с закатом, за короткую ночь спартанцы не успели добраться до города затемно. Они ворвались в Мегалополь, но граждане успели вооружиться, и Клеомен был вынужден отступить с большим уроном для себя. Антигон же занял сдавшиеся ему Герею и Телфусу и прекратил военную кампанию этого года, не послав, однако, в Мегалополь гарнизон.
Клеомен оказался загнанным в пределы самой Лаконики. Он освободил тех илотов, которые смогли внести выкуп в пять аттических мин, и на вырученные пятьсот талантов вооружил две тысячи воинов по македонскому образцу.
Македонские войска на зиму вернулись домой, Антигон находился в Эгионе со своими наёмниками, когда Клеомен в начале 222 г. до н. э. совершил повторное нападение на Мегалополь. Войдя в город, он в сражении внутри городских стен вынудил горожан, сражавшихся под началом Филопемена, отступить и бежать в Мессению. Захватив город, Клеомен предложил гражданам вернуться и получить назад своё имущество при условии мира и союза со Спартой, но под давлением Филопемена это предложение было отвергнуто. В ответ он в бешенстве подверг до того нетронутый Мегалополь жестокому разгрому и грабежу, вывезя всё имущество, разрушив все крупные кварталы и фактически уничтожив город, отомстив этим за Мантинею. Арат на собрании в Эгионе долго плакал о судьбе города, но никаких мер не предпринял, оставив мегалопольскую область на разграбление спартанцам. Затем Клеомен опять при бездействии Арата и Антигона разорил и опустошил аргосскую область.
Антигон, после зимовки снова собрав войска, выступил на Тегею и оттуда вторгся в Лаконику. Клеомен, материальные и людские резервы которого были почти истощены непрерывной войной, решился на сражение и встретил его у Селласии.

## Битва при Селласии

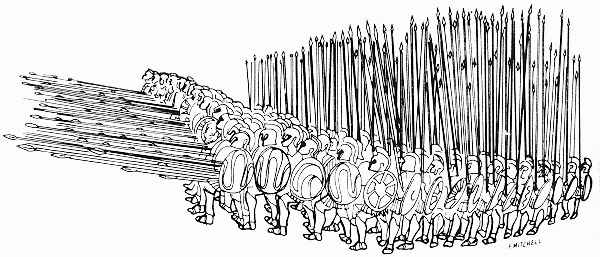
Македонская фаланга

В сражении при Селласии 20 тыс. воинов Клеомена и его брата Эвклида противостояли 28 тысячам объединённой армии македонян и ахейцев. Перед сражением спартанцы заняли холмы Эву и Олимп над дорогой, ведущей к Спарте, оградив их рвом и валом. На Олимпе позиции занял Клеомен со спартанцами и наёмниками, на Эве периэки и союзники во главе с Эвклидом. Против спартанцев на Эве Антигон поставил македонские и иллирийские войска. Против немногочисленной спартанской конницы Антигон направил свою конницу, ахейцев и мегалопольцев. Против Клеомена на Олимпе Антигон встал сам во главе с наёмниками впереди и македонянами, выстроенными двойной фалангой, позади.
Позиция Клеомена была сильной, и если бы Эвклид сумел удержать Эву, македонянам пришлось бы отступить и искать другой путь к Спарте.
В начале битвы легковооружённые отряды Эвклида напали с тыла на ахейцев и войска, двинувшиеся на приступ Эвы, но их успех был отражён военачальником мегалопольской конницы Филопеменом, отбившим атаку наёмников Эвклида и давшим возможность иллирийцам и македонянам продолжить натиск на войска Эвклида. Эвклид, считая свою позицию прочной, не решился ударить всеми силами на врага, македоняне оттеснили его войска с холма на скалистые склоны и обратили в бегство. Эвклид пал в бою вместе со многими воинами.
В бою на равнине сошлись конница, легковооружённые воины и наёмники с обеих сторон. Спартанская конница тоже была разбита и бежала. Клеомен, отправив легковооружённые подразделения в тыл, вывел на равнину свои основные силы, где столкнулись македонская и спартанская фаланги. Их бой был весьма упорным, македоняне и спартанцы поочерёдно теснили друг друга. Верх взяли македоняне, сдвоенная фаланга которых окончательно смяла спартанцев и выбила их из укреплений.
Спартанские войска обратились в бегство, потеряв в бою более 16 тыс. воинов — почти всех спартиатов (из шести тысяч осталось не более двухсот) и очень много наёмников.
Дальнейшее сопротивление победоносным македонянам было бессмысленным. Добравшись до Спарты, Клеомен дал совет горожанам открыть ворота Антигону, а сам бежал в Гитий, откуда немедленно отплыл в Египет.
Антигон занял город с первой попытки, но обошёлся с жителями очень мягко — не допустил насилия и грабежей, вернул Спарте прежние законы и через три дня спешно отбыл в Македонию на войну со вторгшимися иллирийцами.

## Итоги войны
Спарта потерпела поражение, а вместе с ней — и надежды пелопоннесцев на перемены. Антигон на севере Македонии разбил иллирийцев, но умер через несколько дней после сражения. Клеомен погиб несколькими годами позже (в 220 г. до н. э.), когда попытался поднять мятеж против Птолемея IV. Арат и Арат Младший были отравлены по приказу Филиппа V в 213 г. до н. э.
После гибели Клеомена его идеи продолжали жить. Спарта осталась враждебной Ахейскому союзу и через несколько лет сражалась против него в Союзнической войне.